# 東日本大震災復興構想会議

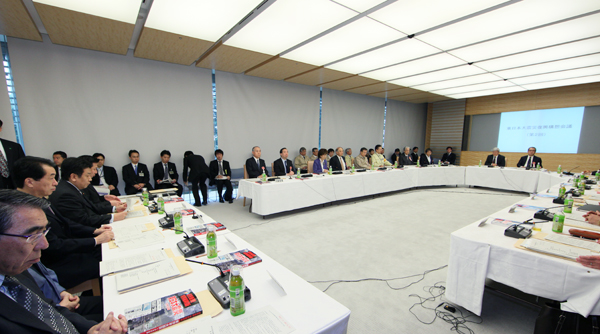
東日本大震災復興構想会議

東日本大震災復興構想会議（ひがしにほんだいしんさいふっこうこうそうかいぎ）は、東日本大震災の被災地域の復興に向けた指針策定のための復興構想について、内閣総理大臣の諮問に基づき審議を行うために設置された政策会議。
震災からの単なる復旧ではなく、未来に向けた創造的復興を目指していくことが重要であるとし、様々な分野の有識者から構成されている。
2011年（平成23年）4月14日に第1回会議が開催され、「震災国債」、「復興連帯税」といった構想が浮上した。
2011年（平成23年）6月24日に公布・施行された東日本大震災復興基本法の18条以下に、設置根拠・権限等が定められた。
2012年（平成24年）2月10日、復興庁の設置に伴い、東日本大震災復興構想会議は廃止（復興庁設置法附則8条）。新たに復興事業の推進を監視する有識者会議として復興推進委員会が復興庁に置かれ、東日本大震災復興会議に引き続き五百籏頭眞が委員長に就任、委員長代理に御厨貴が就任、委員に飯尾潤が就任。

## 構成員（16名）
- 議長 - 五百籏頭眞（前防衛大学校長、神戸大学名誉教授）
- 議長代理 - 安藤忠雄（建築家、東京大学名誉教授）
- 議長代理 - 御厨貴（東京大学教授）
- 特別顧問（名誉議長） - 梅原猛（哲学者）
- 委員
  - 赤坂憲雄（学習院大学教授、福島県立博物館館長）
  - 内館牧子（脚本家）
  - 大西隆（東京大学大学院工学系研究科都市工学専攻教授）
  - 河田恵昭（関西大学社会安全学部学部長・教授、阪神・淡路大震災記念　人と防災未来センター長）
  - 玄侑宗久（臨済宗福聚寺住職、作家）
  - 佐藤雄平（福島県知事）
  - 清家篤（慶應義塾塾長）
  - 高成田享（仙台大学教授）
  - 達増拓也（岩手県知事）
  - 中鉢良治（ソニー株式会社代表執行役副会長）
  - 橋本五郎（読売新聞特別編集委員）
  - 村井嘉浩（宮城県知事）

## 検討部会（19名）
- 部会長 - 飯尾潤（政策研究大学院大学教授）
- 部会長代理 - 森民夫（全国市長会会長、長岡市長）
- 専門委員
  - 五十嵐敬喜（法政大学法学部教授）
  - 池田昌弘（東北関東大震災・共同支援ネットワーク事務局長、特定非営利活動法人全国コミュニティライフサポートセンター理事長）
  - 今村文彦（東北大学大学院工学研究科附属災害制御研究センター教授）
  - 植田和弘（京都大学大学院経済学研究科教授）
  - 大武健一郎（大塚ホールディングス株式会社代表取締役副会長）
  - 玄田有史（東京大学社会科学研究所教授）
  - 河野龍太郎（BNPパリバ証券経済調査本部長・チーフエコノミスト）
  - 西郷真理子（都市計画家）
  - 佐々木経世（イーソリューションズ株式会社代表取締役社長）
  - 荘林幹太郎（学習院女子大学教授）
  - 白波瀬佐和子（東京大学大学院人文社会系研究科教授）
  - 神成淳司（慶応義塾大学環境情報学部准教授）
  - 竹村真一（京都造形芸術大学教授）
  - 團野久茂（日本労働組合総連合会副事務局長）
  - 馬場治（東京海洋大学海洋科学部教授）
  - 広田純一（岩手大学農学部共生環境課程学系教授）
  - 藻谷浩介（株式会社日本政策投資銀行地域振興グループ参事役）

## 所掌事務・権限等
設置
東日本大震災復興構想会議は、2011年（平成23年）4月11日の閣議決定により設置された。同年6月24日に東日本大震災復興基本法が公布・施行された後は、同会議は、東日本大震災復興対策本部の下に置かれる（東日本大震災復興基本法18条1項）。復興庁の設置に伴い、東日本大震災復興構想会議は廃止（復興庁設置法附則8条）。
所掌事務
東日本大震災復興構想会議は、次に掲げる事務をつかさどる（法18条2項）。
1. 東日本大震災復興対策本部本部長（内閣総理大臣）の諮問に応じて、東日本大震災からの復興に関する重要事項を調査審議し、及びこれに関し必要と認める事項を本部長に建議すること。
2. 東日本大震災からの復興のための施策の実施状況を調査審議し、必要があると認める場合に本部長に意見を述べること。

原子力発電施設の事故による災害を受けた地域の復興に関する合議制の機関
原子力発電施設の事故による災害を受けた地域の復興に関する重要事項について、当該災害の復旧の状況等を踏まえ、特別に調査審議を行わせるため必要があると認められるときは、政令で定めるところにより、東日本大震災復興対策本部に、関係地方公共団体の長及び原子力関連技術、当該災害を受けた地域の経済事情等に関し優れた識見を有する者で構成される合議制の機関を置くことができる（法19条）。この場合において、当該機関による調査審議は、東日本大震災復興構想会議による調査審議の結果を踏まえて行われなければならない（同条）。
資料の提出その他の協力の要請
東日本大震災復興構想会議及び原発事故からの復興に関する合議制の機関（東日本大震災復興構想会議等）は、その所掌事務を遂行するため必要があると認めるときは、関係行政機関又は関係のある公私の団体に対し、資料の提出、意見の表明、説明その他の必要な協力を求めることができる（20条1項）。東日本大震災復興構想会議等は、その所掌事務を遂行するため特に必要があると認めるときは、調査審議の対象となる事項に関し識見を有する者に対しても、必要な協力を依頼することができる（同条2項）。